# Sture Lindeström
Sture Lindeström, född 25 november 1888 i Stockholm, död 28 juli 1970 i S:t Görans församling i Stockholm, var en svensk inspicient och skådespelare.
Lindeström var far till filmfotografen Jan Lindeström.

## Filmografi roller
- 1941 – Soliga Solberg
- 1948 – Hammarforsens brus

## Teater

### Roller (ej komplett)
| År   | Roll | Produktion            | Regi           | Teater      |
| ---- | ---- | --------------------- | -------------- | ----------- |
| 1933 |      | Banken Louis Verneuil | Hjalmar Peters | Vasateatern |